# Paulo Laymann S. J.
Paulo Laymann (Arzl (Innsbruck), 1574 – Constança, 13 de novembro de 1635) foi um jesuíta austríaco e importante e famoso teólogo católico moralista do seu tempo.
Estudou Direito na Universidade de Ingolstadt, após o que ingressou na Companhia de Jesus em 1594, foi ordenado presbítero em 1603, ensinou filosofia na mesma universidade em 1603-9, Teologia moral na residência dos Jesuítas em Munique de 1609–25, e 
Direito Canônico na Universidade de Dillingen de 1625-32. Faleceu de peste bubônica.
Foi um dos maiores moralistas e canonistas do seu tempo, e um escritor abundante sobre temas filosóficos, morais e jurídicos. A mais importante das suas 33 produções literárias é um Compêndio de teologia moral Theologia moralis em quinque libros partita (Munique, 1625), dos quais uma segunda edição ampliada, em seis volumes, apareceram em 1626 no mesmo lugar. Até o segundo trimestre do século XVIII, foi editado repetidamente (última edição, Mainz, 1723), e foi amplamente usado como um livro-texto nos seminários.
A sua obra sobre Direito Canônico Jus Canonicum seu Commentaria in libros decretales (3 vols., Dillingen, 1666–98), foi publicada após a sua morte.

## Ligação externa
- Paul Laymann em Catholic Encyclopedia